# Lamprops comatus
Lamprops comatus is een zeekommasoort uit de familie van de Lampropidae. De wetenschappelijke naam van de soort is voor het eerst geldig gepubliceerd in 1907 door Zimmer.